# 威廉·吉尔伯特
威廉·吉尔伯特（英語：William Gilbert，1544年5月24日—1603年12月10日），英国伊丽莎白女王的御医、英国倫敦皇家內科醫學院院长、物理学家。主要在电学和磁学方面有很大贡献。
威廉·吉尔伯特1544年5月24日生于英国科尔切斯特，1569年获得剑桥大学医学博士学位。吉尔伯特起先研究化学，1580年前后开始对磁学和电学產生兴趣。1600年出版了物理学史上第一部系统性阐述磁学的科学专著《论磁石》。伽利略称它“伟大到令人妒忌的程度”。1601年担任御医。1603年在伦敦逝世。
吉尔伯特按照皮埃·德·馬立克的办法制成球状磁石，取名为“小地球”，在球面上用罗盘针和粉笔划出磁子午线。他证明诺曼所发现的下倾现象也在出現在球状磁石上，在球面上罗盘磁针也会下倾。他还证明表面不规则的磁石球，其磁子午线也是不规则的，由此认为罗盘针在地球上和正北方的偏离是由陆地所致。他发现两极装上铁帽的磁石後，磁力會大大增加，他还研究了某一给定的铁块同磁石的大小和它的吸引力的关系，发现呈正比关系。
吉尔伯特根据他所发现的磁力现象建立了一个理论体系。他设想整个地球是一块巨大的磁石，上面为一层水、岩石和泥土覆盖着。他认为磁石的磁力会产生运动和变化。他认为地球的磁力一直伸到天上并使宇宙合为一体。在吉尔伯特看来，引力无非就是磁力。
吉尔伯特关于磁学的研究为电磁学的产生和发展创造了条件。在电磁学中，磁动势的单位吉伯（gilbert）就是以他的名字命名，以纪念他的贡献。
吉尔伯特的工作是实验和理论结合的范例，是用实验方法探索自然界和从理论上解释自然界结合的范例。吉尔伯特是实验科学研究的开拓者之一。但是吉尔伯特没能避免旧学术传统的影响。虽然他的理论是建立在实验上面，但仍然属于思辨性质。正如弗兰西斯·培根所指出的，吉尔伯特没有用他的假说来指导进一步的实验，他在完成实验后提出他的理论，但并没有打算进一步做些实验来证实他的理论。

## 著作
- 《论磁石》——1600年出版